# Workrave
Workrave — вільний багатоплатформний програмний засіб, розроблений для збереження здоров'я людини, яка тривалий час перебуває за комп'ютером. Застосунок допомагає в попередженні та лікуванні синдрому зап'ястного каналу та знятті загальної м'язової напруги.

## Технічні подробиці
Існують офіційні збірки для Microsoft Windows і для Linux із GNOME; також є неофіційні збірки для Debian GNU/Hurd та Debian GNU/kFreeBSD. Workrave використовує графічну бібліотеку GTK+.

## Принцип роботи
Workrave регулярно нагадує користувачеві про те, що потрібно зробити перерву. Під час перерви пропонується зробити вправи для рук, очей, попереку тощо urges them to take a coffee break and sets a daily work time limit after which it automatically triggers an action, such as suspend the machine.. Детальні налаштування програми дозволяють задавати час роботи та три види перерв.
Частота перерв залежить від активності пристроїв введення; за відсутності введення протягом часу перерви, час, що залишився до перерви, скидається.
Workrave вміє блокувати екран та клавіатуру. Програмою можна керувати через мережу — наприклад, щоб контролювати відпочинок дітей від відеоігор або отримувати повідомлення про перерви, користуючись кількома комп'ютерами.